# René Walter
René Walter (* 16. April 1910 in Troyes; † 5. Januar 1960 in Auxerre) war ein französischer Politiker. Von 1958 bis 1960 war er Abgeordneter der Nationalversammlung.

## Frühes Leben
Walter erlangte in Troyes sein Abitur und zog dann nach Dijon, um dort Jura zu studieren, worin er zusätzlich promovierte. Er entschied sich für eine Laufbahn als Anwalt, die er in Auxerre begann. Nach dem Ausbruch des Zweiten Weltkriegs wurde er 1939 eingezogen und im Juni 1940 durch die Wehrmacht gefangen genommen. Er blieb fünf Jahre lang in Gefangenschaft, bevor er in seine Heimat zurückkehren konnte. Einige Zeit nach seiner Rückkehr wurde er zum Präsidenten des Verbands ehemaliger Soldaten im Département Yonne gewählt. Sein hohes Ansehen verhalf ihm zum Amt des Bâtonniers der Anwaltskammer Auxerre, welches er von 1945 bis 1947 und nochmals von 1951 bis 1953 ausüben durfte.

## Politische Karriere
Sein politisches Engagement begann mit dem Eintritt in das gaullistische Rassemblement du peuple français im Jahr 1947. Für dieses war er regionaler Chefredakteur der Parteizeitung und konnte zudem zahlreiche Kriegsveteranen als Parteimitglieder anwerben. 1948 kandidierte er nur ein Jahr nach dem Eintritt in die Partei bei den Wahlen zum Rat der Republik, der damals den Senat bildete. Seine Kandidatur scheiterte jedoch. 1949 gelang ihm hingegen der Einzug in den Generalrat des Départements Yonne. Bei den Parlamentswahlen 1951 trat Walter ebenfalls an, scheiterte aber als Listenzweiter im Département Yonne an der Wahl, weil das RPF lediglich ein Mandat erringen konnte. Im Zuge der Gründung der Fünften Republik 1958 durch Charles de Gaulle warb er für die Annahme der Verfassung durch ein Referendum im September des Jahres. Bei den Parlamentswahlen im November 1958 kandidierte er für die neue gaullistische Partei UNR im ersten Wahlkreis des Départements Yonne und wurde in der zweiten Runde mit 50,6 Prozent der Stimmen zum Abgeordneten gewählt. Er übte sein Mandat aus, bis er in der Nacht vom 4. auf den 5. Januar 1960 an Herzversagen starb. Sein Stellvertreter André Laffin beerbte ihn als Abgeordneter.